# 勐统镇
勐统镇，是中华人民共和国云南省保山市昌宁县下辖的一个镇。

## 行政区划
勐统镇下辖以下地区：
勐统村、长山村、小勐统村、新庆村、板家寨村、马家田村、酒药寨村、大河村和刺竹山村。